# Siège de Moguilev
Ne doit pas être confondu avec Bataille de Moguilev.
Front de l'Est de la Seconde Guerre mondiale
Batailles
Phase 1
- Brest-Litovsk
- Białystok–Minsk
- Pays baltes
- Raseiniai
- Brody
- Bessarabie et Bucovine du Nord
- Moguilev

Phase 2
- Smolensk
  - Roslavl-Novozybkov (en)
- Avance sur Léningrad

Phase 3
- Ouman
- Odessa
- 1re Kiev
- Tallinn
- Petrikovka (en)
- Ielnia
- Léningrad
- Mer d'Azov (en)

Phase 4
- 1re Kharkov
- Beowulf
- Donbass-Rostov (en)
- Briansk (en)
- 1re Crimée
  - Sébastopol
- Tikhvine
- 1re Rostov
- Gorki
- Moscou

Le siège de Moguilev est un encerclement de la ville soviétique de Moguilev entrepris pendant trois semaines par les troupes allemandes, dans le cadre de la bataille de Smolensk pendant la Seconde Guerre mondiale. Après le début de l'opération Barbarossa, l'invasion allemande de l'Union soviétique, les troupes allemandes percent les lignes soviétiques. Moguilev est fortement fortifiée et contournée par les forces blindées allemandes. L'infanterie allemande réduit progressivement la poche et, à la fin du mois de juillet, les troupes soviétiques en défense arrivent à court de munitions et d'autres fournitures vitales. En conséquence, le commandant soviétique Fiodor Bakounine contrevient aux ordres et ordonne une évasion. Un petit nombre de troupes soviétiques parviennent à fuir de la poche mais 35 000 soldats sont capturées par les troupes allemandes. La défense de Moguilev immobilisa quatre divisions d'infanterie allemandes, retardant d'une semaine leur attaque sur Gomel.

## Contexte
Fin juin, les troupes soviétiques commencent à construire des défenses autour de Moguilev et sur la rivière Drout, à 19 kilomètres à l'ouest de la ville. Les bâtiments de la ville sont fortifiés et des champs de mines et des tranchées créés. Les attaques du XXXXVIIe corps motorisé et du XXIVe corps motorisé sont repoussées. Heinz Guderian, commandant de la 2e Panzerarmee, décide de contourner la ville au lieu de l'attaquer. Il ordonne aux deux corps motorisés de se diriger vers la rivière Soj.

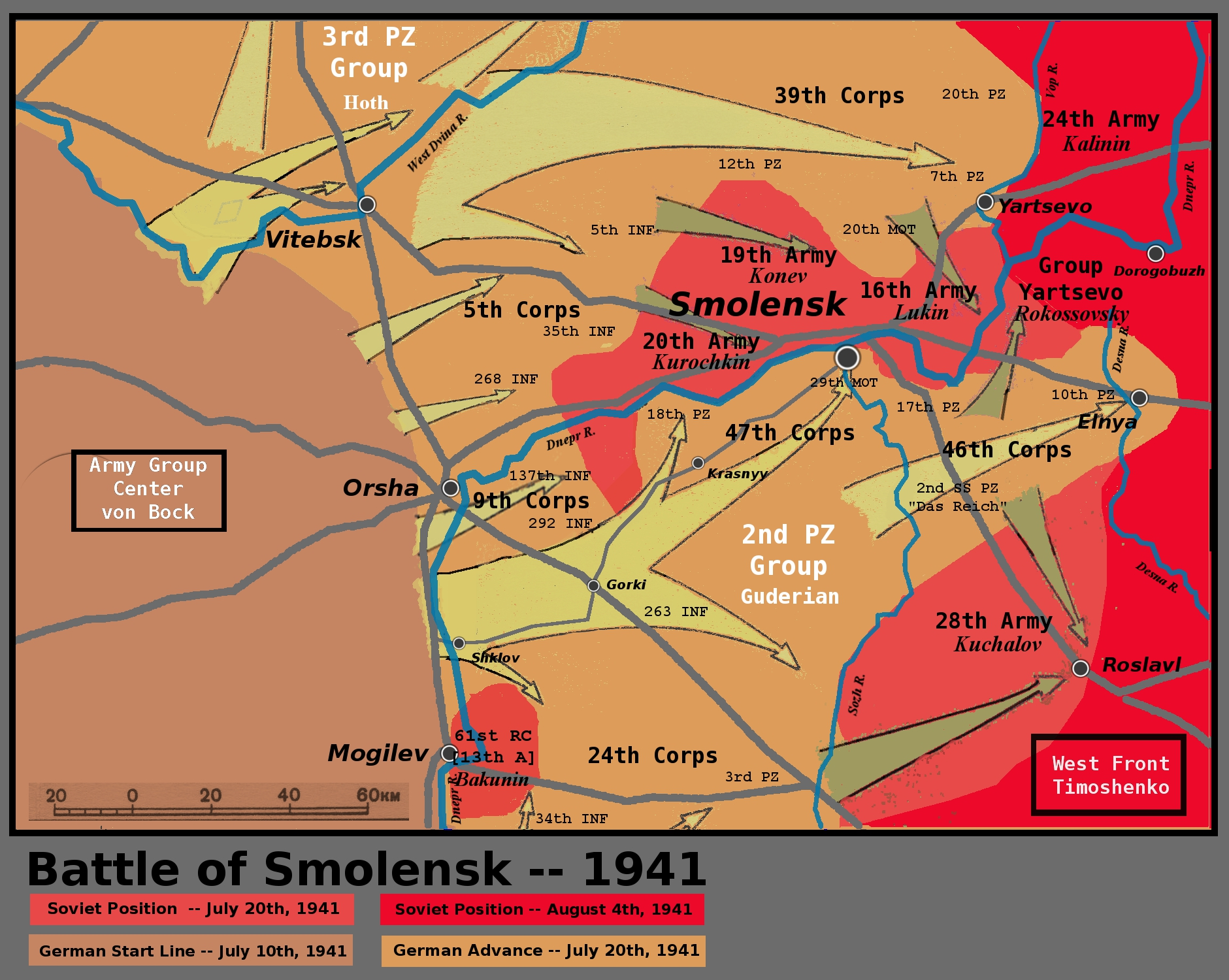
Carte de la bataille de Smolensk, montrant le siège de Moguilev.

## Siège

### Encerclement de Moguilev
Le 13 juillet, le commandant de la 13e armée Vassyl Guerassimenko retire son armée vers l'est en direction de la rivière Soj, laissant les forces à Moguilev sous le commandement du commandant du 61e corps de fusiliers Fiodor Bakounine. La division motorisée SS Das Reich du XXXXVIe corps motorisé établit des positions de blocage au nord de Tchavoussy pour empêcher les unités soviétiques de Moguilev de s'échapper vers le nord-est le 13 juillet. Le XXIVe corps motorisé s'avance vers l'est depuis la tête de pont de Bykhov le 14 juillet. Tchavoussy et Propoysk sont capturés le lendemain, complétant l'encerclement de Moguilev. Avec le régiment d'infanterie motorisée Großdeutschland, la division motorisée SS Das Reich, la 3e Panzerdivision et la 10e division motorisée du XXIVe corps motorisé maintiennent l'encerclement jusqu'au 17 juillet. À cette époque, les troupes soviétiques à Moguilev comprennent la 53e division de fusiliers du 61e corps de fusiliers, la 110e division de fusiliers et la 172e division de fusiliers, les 26e et 38e chars du 20e corps mécanisé et la 210e divisions motorisées. La plupart des 132e, 137e et 160e divisions de fusiliers du 20e corps de fusiliers font également partie des forces encerclées, ainsi que des parties des 148e et 187e divisions de fusiliers du 48e corps de fusiliers et de la 1re division motorisée. Dans la nuit du 16 juillet, Guerassimenko ordonne à toutes les troupes de la 13e armée, à l'exception du 61e corps de fusiliers et du 20e corps mécanisé, de se retirer à l'est jusqu'au Soj. Un groupe dirigé par le commandant de la 172e division de fusiliers Mikhaïl Romanov constitue le noyau de la défense. Le groupe de Romanov comprend les 110e et 172e divisions de fusiliers, les restes ou régiments des 132e, 137e, 160e et 143e divisions de fusiliers, ainsi que les restes du 20e corps mécanisé. Les défenseurs soviétiques comprennent également des unités de la milice populaire.

### Attaques du VIIecorps d'armée
Entre le 16 et le 17 juillet, les troupes de la 2e armée allemande atteignent le Dniepr. Après avoir relevé les unités de la 2e Panzerarmee, le commandant de la 2e armée Maximilian von Weichs ordonne au commandant du VIIe corps d'armée Wilhelm Fahrmbacher de diriger les opérations pour prendre Moguilev. Le 20 juillet, la 7e division d'infanterie et la 23e division d'infanterie attaquent la ville par l'ouest. L'attaque est repoussée par les troupes soviétiques retranchées et les tirs d'artillerie. Les troupes allemandes traversent le Dniepr sur les flancs nord et sud de la position, capturant un pont sur le Dniepr et perçant les défenses soviétiques près de Bouinitchi, à seulement 8 kilomètres du centre de la ville. Les 15e et 78e divisions d'infanterie font partie du VIIe corps d'armée afin de pouvoir fermer l'encerclement. La 15e division d'infanterie est placée entre la 7e et la 23e division, la 78e étant située au sud-est de la ville. Le 21 juillet, le 9e régiment de la 23e division déborde les positions soviétiques sur un pont menant à Moguilev par le sud-est, le capturant après de violents combats. La 23e perce les défenses intérieures soviétiques le long de la rive du Dniepr et repousse plusieurs contre-attaques lourdes. Tard dans la journée, Bakounine se présente au quartier général de la 21e armée, annonçant un déclarant « épuisement » des obus d'artillerie tout en demandant plus de munitions. Les bombardiers TB-3 tentent de larguer du ravitaillement, même si un grand nombre d'entre eux atterriront derrière les lignes allemandes et qu'un grand nombre récupéré par les troupes soviétiques s'avéreront d'un calibre incorrect. Des éléments de la 1re division de fusiliers motorisés parviennent à se frayer un chemin dans l'encerclement depuis le nord. Le 22 juillet, la 78e division d'infanterie repousse une tentative des troupes soviétiques de combattre dans la poche du nord-est ; repoussant également une tentative du 61e corps de fusiliers de briser l'encerclement dans son secteur oriental. Pendant la nuit, les attaques de la 78e division d'infanterie traversent la partie sud des lignes soviétiques, capturant 5 000 personnes et un grand nombre de matériel. Pour arrêter les largages de ravitaillement, les troupes allemandes déploient des ballons de barrage. Le 24 juillet, les 23e, 15e, 7e et 78e divisions d'infanterie avancent vers le centre de la ville, déclenchant des combats de rue. À la fin du 25 juillet, les troupes soviétiques à Moguilev ont épuisé toutes les munitions, la nourriture et le carburant.

### Évasion soviétique
Bakounine ordonne aux troupes soviétiques présentes à Moguilev de tenter une percée vers l'est dans la nuit du 26 au 27 juillet, date à laquelle celles-ci sont quasiment à court de munitions. Cela contrevient aux ordres du quartier général supérieur. Des milliers de soldats soviétiques blessés sont laissés dans la ville avec des médecins. Un petit nombre de troupes soviétiques parviennent à s'échapper et à atteindre les lignes alliées. Romanov est capturé après la destruction de sa colonne par un convoi allemand.

## Conséquences
Le 27 juillet, selon le commandant du front de l'Ouest Semion Timochenko, Bakounine a été déféré à un tribunal militaire pour avoir ordonné l'évasion. Les troupes allemandes déclarent avoir capturé 35 000 soldats et 245 canons au cours de l'opération. La 23e division d'infanterie a perdu plus de 1 000 hommes dans l'opération. La défense de Moguilev a empêché (pendant une semaine) l'utilisation par les troupes allemandes de ses ponts, malgré les efforts allemands de construction de six autres ouvrages temporaires sur le Dniepr à divers endroits. Le siège de Moguilev a également retardé l'attaque de la 2e armée sur Gomel de plus d'une semaine. Ce retard permit à Timochenko de faire venir des renforts pour la bataille de Smolensk. Moguilev fut plus tard appelé « le Gallant Moguilev » et « le Madrid biélorusse » dans les sources soviétiques.